# دروازه خورشید (فیلم)
دروازهٔ خورشید (عربی: باب‌الشمس) یک فیلم به کارگردانی یسری نصرالله است که در سال ۲۰۰۴ منتشر شد. از بازیگران آن می‌توان به حایم عباس و بئاتریس دال اشاره کرد.